# Smith–Volterra–Cantor-halmaz

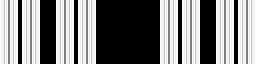
A fekete intervallumok elhagyása után megmaradó fehér pontok 1/2 mértékű, sehol sem sűrű halmazt alkotnak

A Smith–Volterra–Cantor-halmaz (SVC) a valós számok egy olyan részhalmaza, amely bár sehol sem sűrű, Lebesgue-mértéke mégis pozitív.

## Konstrukció
A Cantor-halmaz konstrukciójához hasonlóan most is a [0, 1] intervallum bizonyos részintervallumait fogjuk elhagyni: az n. lépésben mindegyik megmaradt intervallumunk közepéből egy-egy 2-2n hosszú nyílt intervallumot dobunk el. (Másképp mondva: az n. lépésben a megmaradt 2n intervallum középső 1/(2n+2) arányú részét vágjuk ki (1/4, 1/6, 1/10, ...), tehát a Cantor-halmaztól eltérően nem fix ez az arány.) Vagyis az első lépés után a
{\displaystyle \left[0,{\frac {3}{8}}\right]\cup \left[{\frac {5}{8}},1\right]}
halmazt kapjuk, a második után a
{\displaystyle \left[0,{\frac {5}{32}}\right]\cup \left[{\frac {7}{32}},{\frac {3}{8}}\right]\cup \left[{\frac {5}{8}},{\frac {25}{32}}\right]\cup \left[{\frac {27}{32}},1\right]}
halmazt stb.
Ha az n. lépés után megmaradó pontok halmazát {\displaystyle A_{n}} jelöli, akkor a {\displaystyle \cap _{n\in \omega }A_{n}} halmazt nevezzük Smith–Volterra–Cantor-halmaznak. Más szavakkal: azon pontok lesznek az SVC elemei, amelyeket egyik lépésben sem dobtuk el.
Figyeljük meg, hogy minden lépésben a megmaradt pontok egyre kisebb hányadát vesszük ki, ellentétben a Cantor-halmaz konstrukciójával, ahol mindig a megmaradt halmaz 1/3-át dobjuk el. Intuitíven ez az „oka”, hogy a Smith–Volterra–Cantor-halmaz mértéke pozitív, a Cantor-halmazé viszont zérus.

## Tulajdonságok
A konstrukció alapján látható, hogy a Smith–Volterra–Cantor-halmaz nem tartalmaz intervallumot, azaz nincs belső pontja. Mivel zárt halmazok metszeteként áll elő, így maga is zárt halmaz. Sehol sem sűrű, hiszen a lezártjának nincs belső pontja (zárt halmaz lévén a lezártja önmaga).
Világos, hogy a halmaz mértéke 1/2, hiszen az eldobott intervallumok összhossza:
{\displaystyle \sum _{n=1}^{\infty }{\frac {2^{n-1}}{2^{2n}}}={\frac {1}{4}}+{\frac {1}{8}}+\dots ={\frac {1}{2}}}